# Papilio godeffroyi
Papilio godeffroyi is een vlinder uit de familie van de pages (Papilionidae). De wetenschappelijke naam van de soort is voor het eerst geldig gepubliceerd in 1866 door Semper en als eerbetoon vernoemd naar Johan Cesar Godeffroy.